# 初戀 (宇多田光歌曲)
初戀（日语：／ Hatsukoi */?）為宇多田光第15張數位單曲，於2018年5月30日發行，為宇多田第七張錄音室專輯《初戀》的先行同名單曲。

## 簡介
- 與前作Play A Love Song相隔僅一個月的新數碼單曲[1]，同時為同名專輯的先行單曲[2]。
- 歌曲為TBS電視台連續劇「花過天晴～花樣男子 Next Season～」形象歌曲，為宇多田繼2007年的Flavor Of Life -Ballad Version-後再次與「花樣男子」系列劇集合作[3]。
- 歌曲發行當天同步公開了音樂影像帶，導演為曾拍攝宇多田歌曲盛夏的陣雨音樂影像帶的柘植泰人[4]。

## 商業成績
- 歌曲發行首日隨即空降iTunes Store與RecoChoku等日本國內8個主要下載網站榜首，並打進菲律賓、印尼與新加坡等亞洲5個地區的J-POP下載榜榜首[5]。
- 歌曲發行後連續兩週高據Oricon單曲下載榜冠軍位置，成為女歌手中首次達成的紀錄[6]。

## 改編作品
2020年12月3日，Netflix宣布將決定製作這首歌曲《初戀》和《First Love》（1999年）為靈感的原創劇集《First Love 初戀》。該劇於2022年在Netflix全球同步播出。

## 資料來源
1. ↑  . Cinra.net. 2018-04-19  [2018-06-29]. （原始内容存档于2021-04-18）.
2. ↑  . オリコンミュージックストア. 2018-06-01  [2018-06-29]. （原始内容存档于2021-04-18）.
3. ↑  . Oricon. 2018-04-18  [2018-06-29]. （原始内容存档于2021-04-18）.
4. ↑  . MOSHI MOSHI NIPPON. 2018-05-30  [2018-06-29]. （原始内容存档于2021-04-18）.
5. ↑  . M-ON. 2018-06-02  [2018-06-29]. （原始内容存档于2021-04-18）.
6. ↑   . Excite. 2018-06-13  [2018-06-27]. （原始内容存档于2018-06-27）.
7. ↑  . 映画.com. 2020-12-03  [2020-12-01]. （原始内容存档于2022-12-04）.